# Drosophila cellarum
Drosophila cellarum este o specie de muște din genul Drosophila, familia Drosophilidae. A fost descrisă pentru prima dată de Robineau-desvoidy în anul 1830.
Este endemică în Franța. Conform Catalogue of Life specia Drosophila cellarum nu are subspecii cunoscute.